# Осочный
Осочный — посёлок в составе муниципального образования Соболевский сельсовет Первомайского района Оренбургской области РФ.

## География
Посёлок расположен в центральной части Первомайского района Оренбургской области.
Посёлок расположен к северо-западу от п. Первомайский Оренбургской области.

### Расстояния
До районного центра Первомайский — 7 км, до областного центра Оренбург — 244 км.
Расстояния до аэропорта Оренбург — 268 км.

## История
В 1966 г. Указом Президиума ВС РСФСР поселок отделения № 3 совхоза «Ленинский» переименован в Осочный.

## Население
| 2010 |
| ---- |
| 133  |